# Demonax sausai
Demonax sausai är en skalbaggsart som beskrevs av Holzschuh 1995. Demonax sausai ingår i släktet Demonax och familjen långhorningar. Inga underarter finns listade i Catalogue of Life.